# Julie Goiorani

Rencontre de championnat entre Issy Paris Hand et HBC Nîmes.A Coubertin, le 6 janvier 2016.

Julie Goiorani, née le 25 mai 1988 à Montpellier, est une handballeuse internationale française évoluant au poste de pivot au HBC Nîmes.

## Biographie
Julie Goiorani a commencé le handball en classe de 4e sous l'impulsion de quelques-unes de ses copines d'enfance. À cette époque, elle pratique également la danse, avant de définitivement choisir le handball. Elle effectue donc ses débuts au club gardois de Saint-Hippolyte-du-Fort, le Cigalois HandBall Club (CHBC), et rejoint le club de HBC Nîmes à l'âge de 15 ans. 
Elle s'impose peu à peu sa place au sein du club nîmois au point de devenir l'une des meilleures joueuses du championnat de France. Elle est ainsi élue meilleure pivot du championnat de France en 2008 puis connait en octobre 2008 sa première sélection en Équipe de France A. Elle dispute dans la foulée le Championnat d'Europe 2008, même si la France est éliminée dès le premier tour avec 3 défaites en autant de matchs.
C'est avec ce même club qu'elle ouvre la vitrine de son palmarès en remportant la coupe Challenge en 2009. Le 13 mars 2009, lors d'un match de cette même coupe d'Europe contre Dijon, elle se blesse grièvement au niveau des ligaments croisés. Elle se fera opérer le 20 avril et loupera le championnat du monde 2009, qui lui tendait les bras. En 2010, elle rejoint le club danois d'Aalborg DH avec une autre joueuse française, Mariama Signate. 
Après une saison en demi-teinte, elle retrouve en 2011 le championnat de France en signant pour le club d'Handball féminin Arvor 29, qui décroche le titre de championne de France 2012 ainsi que la Coupe de la Ligue 2012. Au terme d'une saison pleine, elle est à nouveau élue meilleure pivot du championnat de France 2012.
Toutefois, à la suite du dépôt de bilan du club breton, elle doit changer de club et rejoint alors le Toulon Saint-Cyr Var Handball.
À l'automne 2013, elle fait finalement partie des joueuses retenues par le sélectionneur Alain Portes pour participer au championnat du monde 2013 en Serbie.
Au cours de ce mondial, l'équipe de France, en reconstruction, réalise un parcours sans faute en phase poule avec cinq victoires, dominant notamment le Monténégro, champion d'Europe et médaillé d'argent aux Jeux olympiques en 2012. Elle écarte ensuite le Japon avant de tomber de manière inattendue en quart de finale face à la Pologne. Julie Goiorani participe à l'ensemble des sept matches disputés par l'équipe de France, avec néanmoins un faible temps de jeu, inscrivant cinq buts durant la compétition.
En février 2014, elle décide de revenir dans son club formateur, le HBC Nîmes.
En avril 2016, elle annonce mettre un terme à sa carrière professionnelle, à la suite du dépôt de bilan de son club du HBC Nîmes. Surprise comme toutes ses coéquipières par cette disparition inattendue et brutale, elle décide de stopper le handball de haut niveau pour se consacrer à sa reconversion professionnelle.

## Clubs
- Cigalois HandBall Club : 2001-2003 (junior)
- HBC Nîmes : 2003-2010 (junior puis pro)
- Aalborg DH : 2010-2011
- Handball féminin Arvor 29 : 2011-2012
- Toulon Saint-Cyr Var Handball : 2012-2014
- HBC Nîmes : 2014-2016

## Palmarès

### Club
compétitions internationales
- vainqueur de la coupe Challenge en 2009 (avec HBC Nîmes)

compétitions nationales
- championne de France de Division 1 en 2012 (avec Arvor 29)
- vainqueur de la coupe de la Ligue en 2012 (avec Arvor 29)
- finaliste de la coupe de la Ligue en 2010 (avec HBC Nîmes)
- finaliste de la coupe de France en 2015 (avec HBC Nîmes)

### Sélection nationale
championnats du monde 
- 6e au championnat du monde en 2013[11]

championnats d'Europe 
- 14e place au championnat d'Europe 2008
- 9e place au championnat d'Europe 2012

autres
- début en équipe de France A le 14 octobre 2008 contre la Hongrie
- 7e place du championnat du monde junior en 2008[12]
- 5e place du championnat d'Europe junior en 2007[13]
- 4e place du championnat du monde jeunes en 2006[14],[15]
- troisième du championnat d'Europe jeunes en 2005

## Distinctions personnelles
- élue meilleure pivot du championnat de France en 2008[3] et 2012[5]